# Chiesa di San Pietro (Settimo San Pietro)
La chiesa di San Pietro è la parrocchiale di Settimo San Pietro. Sorge nel centro dell'abitato e si affaccia su un piazzale panoramico, raggiungibile percorrendo la via Parrocchia.

## Storia
La prima menzione della chiesa parrocchiale di San Pietro, riferita alla sua consacrazione da parte dell'arcivescovo Matteo Ioffre, risale al 1442, anche se probabilmente nessuna struttura della chiesa attuale può riferirsi a quel periodo.
Nel 1564 la chiesa di San Pietro è menzionata in un documento notarile, dove viene indicata come modello per la costruzione della capilla mayor (presbiterio) della chiesa di Sant'Ambrogio a Monserrato.
Il tempio venne ampliato e restaurato nel XVII e nel XVIII secolo.

## Descrizione
La facciata presenta coronamento piano con merlatura. Il portale è strombato e sormontato da un arco a sesto acuto. Nella parte superiore del prospetto si trova un rosone tamponato, entro il quale si apre una finestra quadrangolare. A sinistra si eleva l'alta torre campanaria, a canna quadra, presenta una sopraelevazione costituita da una cupola su alto tamburo ottagonale. Sul lato destro della facciata è presente un contrafforte.
L'interno, a pianta rettangolare, presenta navata unica voltata a botte, suddivisa in cinque campate tramite arcate ogivali. Ai lati si aprono alcune cappelle, tra le quali è particolarmente pregevole la cappella del Battistero, che si apre sotto il campanile.
Questa cappella, risalente al XVII secolo, è in stile tardogotico e vi si accede tramite un arco ribassato, percorso da modanature, e culminante in una inflessione. L'estradosso è decorato da fogliame scolpito, mentre alla base dell'arco sono collocati due leoni stilofori, originariamente custoditi nella chiesa medievale di San Giovanni Battista, nelle campagne di Settimo. All'interno, la cappella presenta volte a crociera costolonata.
Il presbiterio, a pianta quadrangolare, presenta un'articolata volta a crociera stellata, costolonata e ornata a gemme pendule. Pregevoli sono gli arredi marmorei settecenteschi, quali l'altare maggiore, il fonte battesimale e il pulpito.